# Kost u grlu
Kost u grlu – debiutancki album serbskiego zespołu Riblja čorba. Album został wydany 11 września 1979 roku nakładem wytwórni PGP RTB. Nagrań dokonano w czerwcu 1979 roku w Studio V RTB. W 1998 album został sklasyfikowany na 16. miejscu listy 100 najlepszych rockowych i popowych albumów wydanych w byłej Jugosławii, opublikowanej w książce YU 100: najbolji albumi jugoslovenske rok i pop muzike (YU 100: najlepsze albumy jugosłowiańskiej rock i pop muzyki).

## Lista utworów
| Nr  | Tytuł utworu                                                            | Słowa         | Muzyka                      | Długość |
| --- | ----------------------------------------------------------------------- | ------------- | --------------------------- | ------- |
| 1.  | „Rock'N'Roll za kućni savet”                                            | Bora Đorđević | Bora Đorđević               | 2:39    |
| 2.  | „Zvezda potkrovlja i suterena”                                          | Bora Đorđević | Miša Aleksić                | 2:49    |
| 3.  | „Rasprodaja bola”                                                       | Bora Đorđević | Rajko Kojić                 | 3:22    |
| 4.  | „Pozajmila je pare, poludela je skroz, kupila je kartu i sela je u voz” | Bora Đorđević | Bora Đorđević               | 2:33    |
| 5.  | „Ja sam još ona ista budala”                                            | Bora Đorđević | Bora Đorđević               | 3:45    |
| 6.  | „Još jedan šugav dan”                                                   | Bora Đorđević | Rajko Kojić                 | 3:04    |
| 7.  | „Hej, ćale”                                                             | Bora Đorđević | Rajko Kojić                 | 3:07    |
| 8.  | „Mirno spavaj”                                                          | Bora Đorđević | Bora Đorđević, Nenad Božić  | 2:33    |
| 9.  | „Egoista”                                                               | Bora Đorđević | Bora Đorđević               | 2:18    |
| 10. | „Ostani đubre do kraja”                                                 | Bora Đorđević | Bora Đorđević, Miša Aleksić | 4:29    |
|     |                                                                         |               |                             | 30:39   |

## Twórcy
- Bora Đorđević – śpiew
- Rajko Kojić – gitary
- Momčilo Bajagić Bajaga – gitary
- Miša Aleksić – gitara basowa
- Vicko Milatović – perkusja
- Enco Lesić – fortepian, produkcja muzyczna
- Tahir Durkalić – nagranie
- Jugoslav Vlahović – opracowanie graficzne[1]